# Zvonokosy
Zvonokosy (ve francouzském originálu Clochemerle) je název nejslavnějšího románu francouzského autora Gabriela Chevalliera z roku 1934. Kniha poprvé vyšla v Paříži v nakladatelství Rieder. Příběh románu se odehrává v malém fiktivním městečku Zvonokosy (Clochemerle), ležícím ve vinařské oblasti Beaujolais na východ od středu Francie a na sever od Lyonu. Předlohou románových Zvonokos bylo s největší pravděpodobností městečko Vaux-en-Beaujolais. Hlavním tématem jsou situace kolem sporu tamních obyvatel ohledně výstavby veřejného záchodku. Román se vyznačuje pro autora typickou schopností nahlédnout do mentality francouzských středních a nižších vrstev a s odlehčeným i drsnějším humorem popisovat maloměstské mravy. Do češtiny tuto první knihu s námětem Zvonokos (ze tří) přeložil v roce 1937 Jaroslav Zaorálek.

## Příběh
Děj prvního dílu románu se odehrává mezi říjnem 1922 a říjnem 1932. Začíná a také končí rozhovory starosty města Zvonokos a politika s celofrancouzskou působností Bartoloměje Pěšinky a místního učitele Inocence Kulíška. Pěšinka, muž ambiciózní a přibližně padesátiletý, plánuje spolu s Kulíškem postavit ve Zvonokosech veřejnou stavbu, která by zvýšila prestiž města: veřejný záchodek. 
Záchodek, vlastně jen pisoár pro muže, je po slavnostním pokřtění zprovozněn v Mnišské uličce v Dolní čtvrti, mezi kostelem a domem Eulalie Čubíkové. Záchodek se však brzy, kvůli jeho častému používání zákazníky blízkého Macarátova hostince, stane trnem v oku konzervativnějších obyvatel Zvonokos; především Eulalie Čubíkové. Eulalie, zahořklá a pomlouvačná stará panna, dopomůže k rozdělení obyvatelstva na dva tábory: Záchodobijce a Záchodomilce. Záchodobijci, vedení Eulalií Čubíkovou, umírněným farářem Calabou a místní hraběnkou z Kratihájků, se zasazují o přesunutí záchodku či o jeho úplnou demontaci. Záchodomilci, vedení starostou Pěšinkou a republikánským učitelem Kulíškem, se zasazují o to, aby záchodek zůstal na místě. Kvůli častým sporům jak mezi těmito stranami, tak i mezi obyvateli Zvonokos a sousední vesnice, byla do Zvonokos povolána armáda, aby zajistila pořádek.
Během pobytu vojáků si důstojník Cajdrnoha, velitel vojáků v Zvonokosech, začal milostný poměr s manželkou místního hostinského, Jarmilou Macarátovou. Když se to dozvěděl její manžel Bohdan Macarát, strhla se rvačka, která se změnila v přestřelku, jejímž výsledkem byl jeden mrtvý a několik zraněných. Po těchto hrozných událostech se situace ve Zvonokosech umírnila.
Na samotném konci knihy opět dochází k rozmluvě mezi Bartolomějem Pěšinkou, nyní senátorem, a Inocencem Kulíškem, který je povýšen na školního inspektora.

## Český překlad
Zvonokosy je název fiktivního městečka, ve kterém se příběh odehrává. Svůj název měla tehdejší vesnice dostat ve 13. století, kdy byli zvoněním na zvony plašeni kosi. V originále je název knihy odvozen od francouzských slov cloche (znamenající „zvon“) a merle („kos“).
Počeštění místních názvů, jmen a francouzských reálií je v českém překladu dílem Jaroslava Zaorálka. Kvalita překladu přispěla k popularitě knihy v českojazyčném prostředí.

## Filmové adaptace
Podle knižní předlohy a jejích pokračování vzniklo několik francouzských filmových adaptací. 
V roce 1990 byl natočen také československý filmový muzikál režiséra Jana Bonaventury. Hlavní ženské role ztvárnily Hana Maciuchová, Zlata Adamovská a Květa Fialová.